# Lista atacurilor cu rachete din invazia Rusiei în Ucraina (ianuarie 2023)
Acesta este segmentul din ianuarie 2023 al listei atacurilor cu rachete executate de toate părțile implicate în invazia Rusiei în Ucraina din 2022. Sunt enumerate doar atacurile certificate în surse de încredere, țintele cărora sunt sau sunt considerate a fi obiective militare sau de infrastructură. Nu sunt enumerate loviturile cu rachete neghidate efectuate de forțele de aviație, artilerie, sisteme de lansare multiplă și sisteme S-300.
Drapelele din coloana „obiectiv lovit” semnifică țara care deținea controlul asupra obiectivului respectiv. Obiectivele lovite nu sunt în mod necesar cele țintite – în unele cazuri, se referă la locul căderii rachetelor care s-au prăbușit în zbor sau au fost distruse de sisteme anti-rachetă.
Pagina principală: Lista atacurilor cu rachete din invazia Rusiei în Ucraina (2022–prezent). Listele pe luni:
- 2022 – ian · feb · mar · apr · mai · iun · iul · aug · sep · oct · noi · dec
- 2023 – ian · feb · mar · apr · mai · iun

## Ianuarie 2023
| Atacuri executate de partea ucraineană | Atacuri executate de partea ucraineană | Atacuri executate de partea ucraineană | Atacuri executate de partea ucraineană | Atacuri executate de partea ucraineană              | dată                       | Atacuri executate de partea rusă | Atacuri executate de partea rusă | Atacuri executate de partea rusă | Atacuri executate de partea rusă | Atacuri executate de partea rusă                 |
| regiune                                | localitate                             | tipul rachetei                         | interceptate                           | obiective lovite                                    | dată                       | regiune                          | localitate                       | tipul rachetei                   | interceptate                     | obiective lovite victime: uciși \| răniți        |
| -------------------------------------- | -------------------------------------- | -------------------------------------- | -------------------------------------- | --------------------------------------------------- | -------------------------- | -------------------------------- | -------------------------------- | -------------------------------- | -------------------------------- | ------------------------------------------------ |
| regiunea Luhansk                       | Cimîrivka                              | M31                                    | —                                      | neidentificat                                       | 01.01.2023                 |                                  |                                  |                                  |                                  |                                                  |
| regiunea Luhansk                       | Rubijne                                | M31                                    | —                                      | neidentificat                                       | 01.01.2023                 |                                  |                                  |                                  |                                  |                                                  |
| regiunea Luhansk                       | Svatove                                | M31                                    | —                                      | neidentificat                                       | 01.01.2023                 |                                  |                                  |                                  |                                  |                                                  |
| regiunea Herson                        | Ciulakivka                             | —                                      | —                                      | infrastructură militară                             | 02.01.2023                 | Ucraina                          | Ucraina                          | H-59MK⁠(d)                        | 1/1                              | interceptare de apărarea anti-rachetă a Ucrainei |
|                                        |                                        |                                        |                                        |                                                     | 02.01.2023                 | regiunea Donețk                  | Drujkivka                        | —                                | 0/3                              | patinoar victime: 0 \| 2                         |
| Iakovlivka⁠(d)                          | —                                      | 0/1                                    | infrastructură civilă                  |                                                     | 02.01.2023                 | regiunea Donețk                  |                                  |                                  |                                  |                                                  |
| regiunea Zaporijjea                    | Tokmak                                 | —                                      | —                                      | infrastructură militară                             | 03.01.2023                 | regiunea Donețk                  | Kramatorsk                       | —                                | —                                | infrastructură civilă victime: 0 \| 1            |
| regiunea Herson                        | Ceaplînka                              | —                                      | —                                      | infrastructură militară                             | 03.01.2023                 |                                  |                                  |                                  |                                  |                                                  |
| regiunea Herson                        | Sahî                                   | M31                                    | 0/8                                    | infrastructură militară                             | 03.01.2023                 |                                  |                                  |                                  |                                  |                                                  |
| regiunea Donețk                        | Makiivka                               | M31                                    | 0/6                                    | infrastructură militară                             | 06.01.2023                 |                                  |                                  |                                  |                                  |                                                  |
| regiunea Donețk                        | centrala termoelectrică Zuiivka⁠(d)     | Tocika⁠(d)                              | 0/1                                    | infrastructură energetică                           | 08.01.2023                 | regiunea Donețk                  | Kramatorsk                       | —                                | 0/7                              | infrastructură civilă victime: 0 \| 0            |
| regiunea Donețk                        | centrala termoelectrică Starobeșeve⁠(d) | M31                                    | 0/6                                    | infrastructură energetică                           | 08.01.2023                 | regiunea Donețk                  | Kosteantînivka                   | —                                | 0/2                              | infrastructură industrială victime: 0 \| 0       |
| regiunea Zaporijjea                    | Melitopol                              | —                                      | —                                      | infrastructură militară                             | 08.01.2023                 |                                  |                                  |                                  |                                  |                                                  |
|                                        |                                        |                                        |                                        |                                                     | 09.01.2023                 | regiunea Mîkolaiiv               | Oceac                            | Kinjal⁠(d)                        | 0/2                              | port                                             |
| regiunea Donețk                        | Kramatorsk                             | —                                      | —                                      | infrastructură civilă victime: 2 \| 0               | 09.01.2023                 |                                  |                                  |                                  |                                  |                                                  |
| regiunea Donețk                        | Kosteantînivka                         | —                                      | —                                      | infrastructură industrială și civilă                | 09.01.2023                 |                                  |                                  |                                  |                                  |                                                  |
| 10.01.2023                             | regiunea Rostov                        | raionul Ust-Donețk⁠(d)                  | —                                      | —                                                   | s-a prăbușit în extravilan |                                  |                                  |                                  |                                  |                                                  |
| regiunea Luhansk                       | Ciornuhîne                             | M31                                    | —                                      | neidentificat                                       | 11.01.2023                 |                                  |                                  |                                  |                                  |                                                  |
| regiunea Donețk                        | Soledar                                | Tocika⁠(d)                              | —                                      | personal militar                                    | 12.01.2023                 |                                  |                                  |                                  |                                  |                                                  |
| regiunea Donețk                        | Soledar                                | M31                                    | 0/1                                    | personal militar                                    | 13.01.2023                 |                                  |                                  |                                  |                                  |                                                  |
| sudul Ucrainei                         | sudul Ucrainei                         | M31                                    | 0/1                                    | unitate de tehnică militară                         | 13.01.2023                 |                                  |                                  |                                  |                                  |                                                  |
| regiunea Breansk                       | regiunea Breansk                       | Tocika⁠(d)                              | 1/1                                    | interceptare de apărarea anti-rachetă a Rusiei      | 14.01.2023                 | regiunea Kiev                    | regiunea Kiev                    | —                                | —                                | infrastructură energetică și civilă              |
|                                        |                                        |                                        |                                        |                                                     | 14.01.2023                 | regiunea Liov                    | regiunea Liov                    | —                                | 0/9                              | neidentificat victime: 0 \| 0                    |
| regiunea Ivano-Frankivsk               | regiunea Ivano-Frankivsk               | —                                      |                                        |                                                     | 14.01.2023                 |                                  |                                  |                                  | 0/9                              | neidentificat victime: 0 \| 0                    |
| regiunea Dnipropetrovsk                | Dnipro                                 | H-22⁠(d)                                | clădire de locuit victime: 46 \| 79    |                                                     | 14.01.2023                 |                                  |                                  |                                  | 0/9                              |                                                  |
| regiunea Dnipropetrovsk                | Krivoi Rog                             | —                                      | 4/5                                    | infrastructură civilă victime: 1 \| 1               | 14.01.2023                 |                                  |                                  |                                  |                                  |                                                  |
| Kiev                                   | Kiev                                   | 48N6                                   | —                                      | infrastructură energetică și civilă victime: 0 \| 0 | 14.01.2023                 |                                  |                                  |                                  |                                  |                                                  |
| Ucraina                                | Ucraina                                | —                                      | 21/21                                  | interceptare de apărarea anti-rachetă a Ucrainei    | 14.01.2023                 |                                  |                                  |                                  |                                  |                                                  |
| raionul Briceni                        | raionul Briceni                        | —                                      | 0/1                                    | extravilan                                          | 14.01.2023                 |                                  |                                  |                                  |                                  |                                                  |
| regiunea Donețk                        | Volnovaha                              | —                                      | —                                      | neidentificat                                       | 16.01.2023                 |                                  |                                  |                                  |                                  |                                                  |
| regiunea Donețk                        | Harțîzk                                | —                                      | —                                      | infrastructură industrială                          | 17.01.2023                 |                                  |                                  |                                  |                                  |                                                  |
| regiunea Luhansk                       | Kadiivka                               | M31                                    | 0/6                                    | infrastructură militară                             | 22.01.2023                 |                                  |                                  |                                  |                                  |                                                  |
| regiunea Donețk                        | Ilovaisk                               | Tocika⁠(d)                              | 0/1                                    | neidentificat                                       | 22.01.2023                 |                                  |                                  |                                  |                                  |                                                  |
| regiunea Donețk                        | Makiivka                               | —                                      | —                                      | neidentificat                                       | 22.01.2023                 |                                  |                                  |                                  |                                  |                                                  |
| regiunea Luhansk                       | Zolote                                 | M31                                    | 0/2                                    | infrastructură energetică                           | 23.01.2023                 | Ucraina                          | Ucraina                          | H-59⁠(d)                          | 2/2                              | interceptare de apărarea anti-rachetă a Ucrainei |
|                                        |                                        |                                        |                                        |                                                     | 23.01.2023                 | regiunea Donețk                  | Kramatorsk                       | —                                | —                                | infrastructură civilă victime: 0 \| 0            |
| regiunea Donețk                        | Ilovaisk                               | M31                                    | —                                      | infrastructură feroviară                            | 24.01.2023                 |                                  |                                  |                                  |                                  |                                                  |
| regiunea Zaporijjea                    | Ciornozemne                            | —                                      | —                                      | infrastructură militară                             | 25.01.2023                 |                                  |                                  |                                  |                                  |                                                  |
| regiunea Luhansk                       | Kreminna                               | M31                                    | —                                      | infrastructură militară                             | 25.01.2023                 |                                  |                                  |                                  |                                  |                                                  |
| regiunea Luhansk                       | Rubijne                                | M31                                    | —                                      | infrastructură militară                             | 25.01.2023                 |                                  |                                  |                                  |                                  |                                                  |
| regiunea Luhansk                       | Bilokurakîne                           | M31                                    | —                                      | infrastructură militară                             | 26.01.2023                 | regiunea Dnipropetrovsk          | Dnipro                           | —                                | —                                | consecințe neidentificate                        |
| regiunea Luhansk                       | Rubijne                                | M31                                    | —                                      | infrastructură militară                             | 26.01.2023                 | regiunea Kiev                    | regiunea Kiev                    | —                                | 0/5                              | infrastructură energetică                        |
|                                        |                                        |                                        |                                        |                                                     | 26.01.2023                 | regiunea Odesa                   | regiunea Odesa                   | —                                | 0/5                              | infrastructură energetică                        |
| Ucraina                                | Ucraina                                | —                                      | 47/47                                  | interceptare de apărarea anti-rachetă a Ucrainei    | 26.01.2023                 |                                  |                                  |                                  |                                  |                                                  |
| Ucraina                                | Ucraina                                | H-59⁠(d)                                | 3/3                                    | s-au prăbușit în zbor                               | 26.01.2023                 |                                  |                                  |                                  |                                  |                                                  |
| Kalmîkia                               | Ulan-Hol⁠(d)                            | H-101⁠(d)                               | 1/1                                    | a căzut în extravilan                               | 26.01.2023                 |                                  |                                  |                                  |                                  |                                                  |
| regiunea Odesa                         | regiunea Odesa                         | —                                      | 1/1                                    | interceptare de apărarea anti-rachetă a Ucrainei    | 26.01.2023                 |                                  |                                  |                                  |                                  |                                                  |
| regiunea Luhansk                       | Novooleksandrivka⁠(d)                   | M31                                    | —                                      | infrastructură militară                             | 27.01.2023                 | regiunea Zaporijjea              | Zaporijjea                       | —                                | —                                | neidentificat                                    |
|                                        |                                        |                                        |                                        |                                                     | 27.01.2023                 | regiunea Dnipropetrovsk          | Krivoi Rog                       | —                                | —                                | neidentificat                                    |
| regiunea Luhansk                       | Novoaidar                              | M31                                    | —                                      | personal militar                                    | 28.01.2023                 | regiunea Donețk                  | Kosteantînivka                   | —                                | —                                | infrastructură civilă victime: 3 \| 14           |
| regiunea Donețk                        | Șahtarsk                               | —                                      | —                                      | neidentificat                                       | 28.01.2023                 |                                  |                                  |                                  |                                  |                                                  |
| regiunea Zaporijjea                    | Svitlodolînske                         | M31                                    | —                                      | pod                                                 | 29.01.2023                 |                                  |                                  |                                  |                                  |                                                  |
| regiunea Donețk                        | Ilovaisk                               | M31                                    | —                                      | infrastructură feroviară                            | 29.01.2023                 |                                  |                                  |                                  |                                  |                                                  |
| regiunea Luhansk                       | Alcevsk                                | M31                                    | —                                      | infrastructură militară                             | 30.01.2023                 |                                  |                                  |                                  |                                  |                                                  |
| regiunea Luhansk                       | Breanka, Ucraina                       | M31                                    | —                                      | infrastructură militară                             | 30.01.2023                 |                                  |                                  |                                  |                                  |                                                  |
| regiunea Luhansk                       | Kadiivka                               | M31                                    | —                                      | infrastructură militară                             | 30.01.2023                 |                                  |                                  |                                  |                                  |                                                  |
| regiunea Herson                        | Uleanivka, Skadovsk                    | M31                                    | —                                      | infrastructură militară                             | 30.01.2023                 |                                  |                                  |                                  |                                  |                                                  |
| regiunea Herson                        | comuna Tarasivka                       | M31                                    | —                                      | infrastructură militară                             | 30.01.2023                 |                                  |                                  |                                  |                                  |                                                  |
| regiunea Herson                        | Skadovsk                               | M31                                    | —                                      | infrastructură militară                             | 30.01.2023                 |                                  |                                  |                                  |                                  |                                                  |
| regiunea Luhansk                       | Kadiivka                               | M31                                    | —                                      | infrastructură militară                             | 31.01.2023                 |                                  |                                  |                                  |                                  |                                                  |
| regiunea Luhansk                       | Kreminna                               | M31                                    | —                                      | infrastructură militară                             | 31.01.2023                 |                                  |                                  |                                  |                                  |                                                  |
| dată necunoscută                       |                                        |                                        |                                        |                                                     |                            |                                  |                                  |                                  |                                  |                                                  |
|                                        |                                        |                                        |                                        |                                                     | ian 2023                   | regiunea Zaporijjea              | regiunea Zaporijjea              | H-29TD⁠(d)                        | 0/1                              | depozit                                          |
| regiunea Harkov                        | Lisna Stinka⁠(d)                        | Iskander⁠(d)                            | 0/1                                    | unitate de tehnică militară                         | ian 2023                   |                                  |                                  |                                  |                                  |                                                  |
| Ucraina                                | Ucraina                                | Iskander⁠(d)                            | 0/1                                    | infrastructură militară (lovire accidentală)        | ian 2023                   |                                  |                                  |                                  |                                  |                                                  |